# Melis Stokelaan

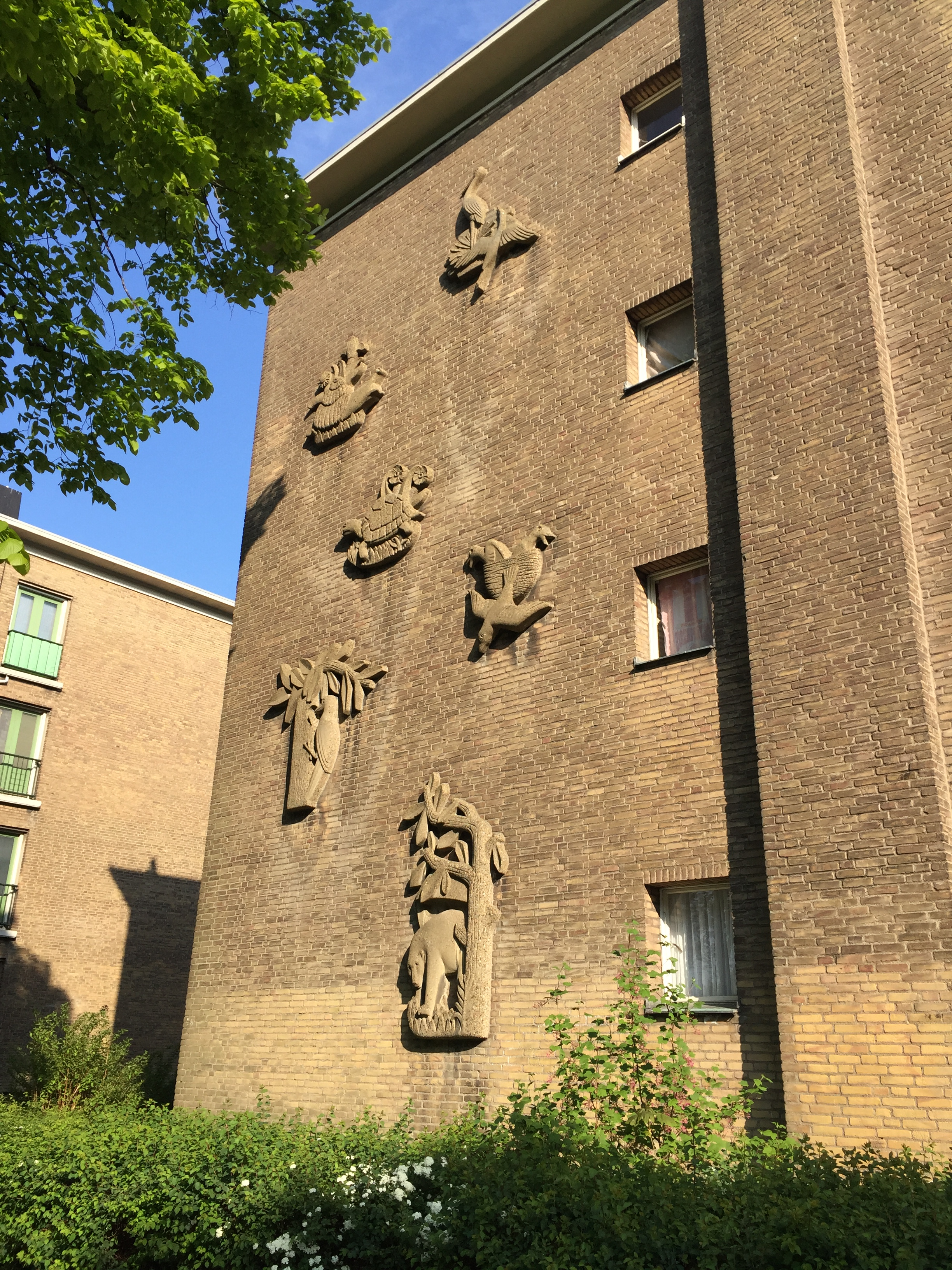
Melis Stokelaan: flatgevel met decoraties (hoek Leggelostraat)

De Melis Stokelaan is een straat in Den Haag, die vernoemd is naar de 13-eeuwse Nederlandse schrijver Melis Stoke.  
Deze belangrijke en lange straat loopt van Noord naar Zuid door Den Haag Zuidwest en begint bij de Troelstrakade in Moerwijk als voortzetting van de Fruitweg. De laan loopt vandaar door Moerwijk en Morgenstond naar de wijk Vrederust en eindigt bij de uiterste zuidpunt van Den Haag bij de Lozerlaan nabij De Uithof. Op het eerste stuk loopt de laan ten oosten van het Zuiderpark en na Morgenstond langs het winkelcentrum Leyweg.
Het eerste gedeelte van de Melis Stokelaan, tot aan de Moerweg bij het begin van het Zuiderpark, is in de jaren 1930-1940 aangelegd, toen de eerste woonbebouwing hier verscheen. De grote verlenging naar de Lozerlaan kwam in fasen in de jaren 1950-1960. Daarbij werd de laan een belangrijke uitvalsweg voor het verkeer.

## Openbaar vervoer
In 1936 kwam voor het eerst een buslijn op de Melis Stokelaan. Deze lijn T werd al in 1937 op deze route vervangen door lijn R. In 1955 werd dit lijn 27, die in 1958 werd ingekort toen lijn 28 werd ingesteld over de gehele lengte van de Melis Stokelaan. Van 1965 tot 1974 bereed buslijn 5 de gehele laan en vormde de verbinding van Vrederust, Morgenstond en Moerwijk met het station Hollands Spoor en het centrum. Sinds 1 september 1974 rijdt hier tramlijn 9 die deze verbinding heeft overgenomen. Van 1976 tot 2003 reden lijn 8 en lijn 9 gezamenlijk over de Melis Stokelaan. De trambaan ligt van Fruitweg tot Moerweg in het midden van de straat en verderop in zijligging aan de rechterkant van de weg. Op een gedeelte van de laan rijdt sinds 2007 ook tramlijn 16 en sinds 2025 spitstram 10